# 古城望
古城 望（こじょう のぞみ、1984年3月13日 - ）は、日本の女性声優。神奈川県出身。81プロデュース所属。

## 略歴
2007年4月、81プロデュースに所属。

## 人物
趣味・特技は書道（毛筆、硬筆）、犬と猫の鳴きマネ。
兄がいる。

## 出演
太字はメインキャラクター。

### テレビアニメ
2006年
- ぜんまいざむらい（子供、町人）

2007年
- きらりん☆レボリューション（女の子）

2008年
- 全力ウサギ（アナウンサー、祭り客、ソウチョウチルドレン）
- ワールド・デストラクション 〜世界撲滅の六人〜（客引き女）

2009年
- うちの3姉妹（女性キャスター）
- 極上!!めちゃモテ委員長（由美子、プリクラメンバー）
- MAJOR 5th season（少年）

2010年
- バクマン。（佐藤）

2011年
- ポケットモンスター ダイヤモンド&パール 特別編（ムツコ）

2012年
- クッキンアイドル アイ!マイ!まいん!（おやきくん、どんぶりん）
- 遊☆戯☆王ZEXAL（幼少時のIV）

2016年
- ふうせんいぬティニー（ドルフィー）
- ドラえもん（テレビ朝日版第2期）（2016年 - 2018年、ロールケーキ、クラスメイトのママ、同級生(4)）

2019年
- クレヨンしんちゃん（2019年 - 2025年、阿玉もみ江、漫才師D、クラスメイトA、リサ、サル 他）

### 劇場アニメ
- 劇場版ポケットモンスター ダイヤモンド&パール 幻影の覇者 ゾロアーク（2010年、ポポッコ）

### OVA
- 舞-乙HiME 0〜S.ifr〜（2008年、主任）
- やなせたかしメルヘン劇場 アリスのさくらんぼ（2008年、動物たち）

### ゲーム
- ファイナルファンタジーVII リメイク（2020年）

### ドラマCD
- 81オリジナルドラマCD「Prologue End〜どんなに離れてたって傍にいるから」（女子学生）
- トップをねらえ2!（2006年、寮歌コーラス）

### 吹き替え

#### テレビドラマ
- リ・ジェネシス4 バイオ犯罪捜査班 #8

#### アニメ
- 最強武将伝 三国演義（妃2）
- きかんしゃトーマス（子供）※ テレビ東京版

### ナレーション
- おけねこ
- Good Living
- こどものきもち24じ
- 趣味の園芸 玉さん庭をゆく（犬のハチの声）
- 旅猫ロマン　旅チャンネル
- にゃんこTHE STORY1 宿場町ねこ散歩（中山道　妻籠宿・馬籠宿編）
- にゃんこTHE STORY2 宿場町ねこ散歩（中山道　奈良井宿・福島宿編）
- にゃんこTHE LOVE〜安曇野ねこ〜
- 猫の島 瀬戸内・青島
- パリねこザ・スペシャル
- 美ら猫（石垣島編、竹富島編、波照間島・黒島・小浜島編）
- ふわねこ スターねこの仔猫たち
- ほわほわこねこ ラブリー・キャット
- もふもふこねこ マザーズ・ラブ
- よふかしゴーちゃん。

### テレビドラマ
- やんパパ（2002年、通行人）

### テレビ番組
- 明日へ1mm．”ただいま、東北”「伝統を守り継ぐ編」（はるかちゃん人形の声）
- ノージーのひらめき工房（ノージー）
- 本当にあった幸せ物語 私の足をめぐる世にも奇妙な話
- みんなDEどーもくん! （2016年 -、たーちゃん〈2代目〉）

### パチンコ・パチスロ
- パチスロ だるま猫（アリストクラートテクノロジーズ）（にゃすけ、だるま猫）

### オーディオブック
- 永遠の0（島田加江）

### ボイスオーバー
- 世界遺産〜時を刻む〜 エクアドル 天空都市に潜むインカの心
- 世界ふれあい街歩き（語り）
- 日立 世界・ふしぎ発見!
- 8.12日航機墜落事故30年の真相
- 読売テレビ開局55年記念番組 ワールド輸入バラエティー"黒船SHOW社"

### その他コンテンツ
- ゴマブックス「レインボーマジック」（読み聞かせ担当）
- 福井県立恐竜博物館常設展示音声ガイド（子ども用）